# Državna cesta D516
D516 je državna cesta u Hrvatskoj. Ukupna duljina iznosi 14,4 km.